# نووا وس و نووهو میستا نا موراوی
نووا وس و نووهو میستا نا موراوی (به چکی: Nová Ves u Nového Města na Moravě) یک منطقهٔ مسکونی در جمهوری چک است که در ناحیه ژدار ناد سازاووو واقع شده‌است. نووا وس و نووهو میستا نا موراوی ۶٫۳۳ کیلومتر مربع مساحت و ۶۳۴ نفر جمعیت دارد و ۶۱۳ متر بالاتر از سطح دریا واقع شده‌است.